# Iglesia de Nuestra Señora de la Merced (Zúñiga)
La iglesia de Nuestra Señora de la Merced es un templo católico ubicado en la localidad de Zúñiga, comuna de San Vicente de Tagua Tagua, Región de O'Higgins, Chile. Construida en 1765, fue declarada monumento nacional de Chile, en la categoría de monumento histórico, mediante el Decreto Exento n.º 26, del 11 de enero de 2005.

## Historia
La iglesia fue construida por el sacerdote Antonio Zúñiga en 1765, y el poblado se comenzó a trazar contiguo al templo. En 1812, con la muerte del religioso, se cambió el nombre al poblado por el de Zúñiga.
El terremoto de 2010 dejó importantes daños en la iglesia, por lo que se espera para la ejecución de trabajos de reconstrucción.

## Descripción
Construida en albañilería de adobe, cuenta con una nave central, adosada a la casa parroquial. La techumbre es de tijerales de madera cubiertas por teja de arcilla.